# Лекрін
Лекрін (ісп. Lecrín) — муніципалітет в Іспанії, у складі автономної спільноти Андалусія, у провінції Гранада. Населення — 2304 особи (2010).
Муніципалітет розташований на відстані близько 390 км на південь від Мадрида, 25 км на південь від Гранади.
На території муніципалітету розташовані такі населені пункти: (дані про населення за 2010 рік)
- Асекіас: 117 осіб
- Беснар: 354 особи
- Чите: 271 особа
- Талара: 640 осіб
- Мондухар: 659 осіб
- Мурчас: 263 особи

## Демографія
Динаміка населення (INE ):

## Галерея зображень

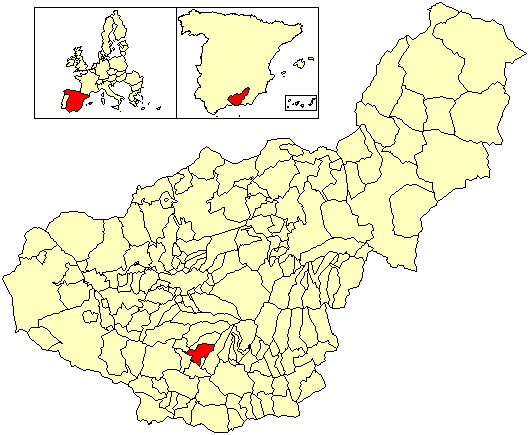
Розташування муніципалітету у провінції Гранада